# Solenopsis maxillosa
Solenopsis maxillosa é uma espécie de formiga do gênero Solenopsis, pertencente à subfamília Myrmicinae.